# Embalse de Aguilar
El embalse de Aguilar  está situado en el municipio de Aguilar de Campoo, en la comarca de la Montaña Palentina de la provincia de Palencia, comunidad autónoma de Castilla y León, España.
Es el de mayor capacidad de los existentes en Palencia, con 247 millones de metros cúbicos. Fue terminada su construcción en el año 1963.
Además de sus misiones propias de retén y producción de riqueza energética, es un lugar idóneo para la práctica de los deportes acuáticos (aunque no está muy explotado para este fin).
Se encuentra en un entorno cercano a la llamada "ruta de los Pantanos", que recibe cada año la visita de miles de turistas.

## Historia sumergida

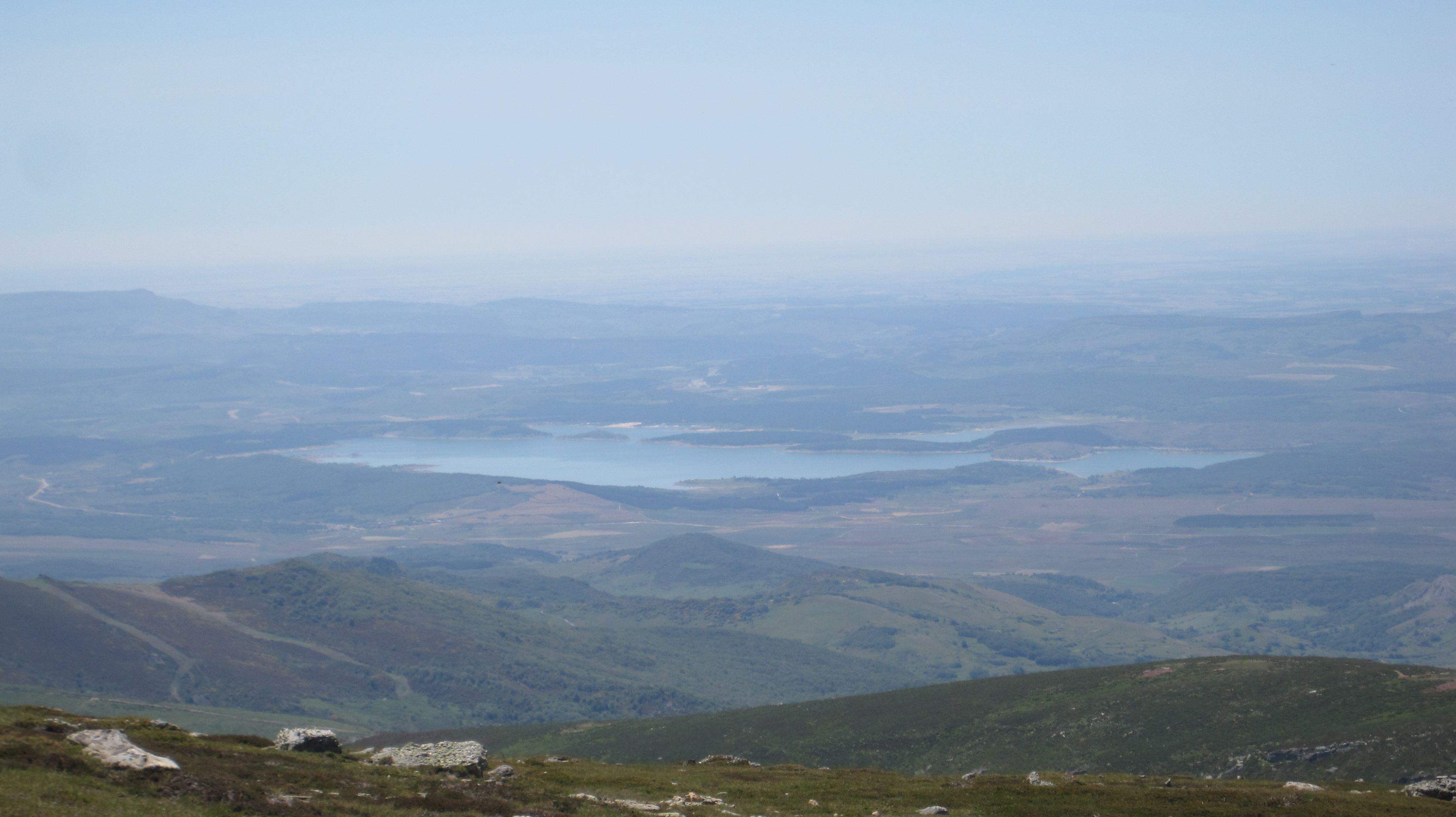
Vista del embalse desde el pico Valdecebollas.

El embalse de Aguilar hizo que los pueblos de Cenera de Zalima, Villanueva del Río, Quintanilla de la Berzosa y Frontada desaparecieran entre sus aguas. Sus habitantes, que se trasladaron en su mayoría a Aguilar de Campoo, recuerdan sus orígenes y siempre que las aguas se lo permiten vuelven a visitar lo que queda de aquellas localidades. Cuando desciende el nivel de las aguas también se pueden ver:
- El puente medieval que se realizó entre los siglos XIII y XIV está muy bien conservado.
- La torre de la iglesia de Cenera, al igual que la Virgen de Llano antigua, sobre la que se opina que su traslado a la nueva ermita fue erróneo y en él se perdieron de forma increíble muchas cosas.

## Datos técnicos
Características de la presa y del embalse
- Municipio: Aguilar de Campoo
- Río: Pisuerga
- Tipo de presa: Gravedad
- Año de construcción: 1963
- Superficie: 1646 ha

Datos de agua embalsada
| Fecha (DD/MM/AAAA) | Agua embalsada   | Variación semana anterior | Agua embalsada (año anterior) | Agua embalsada (Media X años)      |
| 05/12/2006         | 89 hm³ (36,03%)  | 15 hm³ (6,07%)            | 38 hm³ (15,38%) (2005)        | 90 hm³ (36,79%) (media de 7 años)  |
| 05/06/2007         | 249 hm³ (96,76%) | -2 hm³ (-0,81%)           | 95 hm³ (38,46%) (2006)        | 172 hm³ (69,84%) (media de 8 años) |
| 03/07/2007         | 233 hm³ (94,33%) | -3 hm³ (-1,21%)           | 81 hm³ (32,79%) (2006)        | 129 hm³ (52,40%) (media de 9 años) |